# Gillenfeld
Gillenfeld település Németországban, Rajna-vidék-Pfalz tartományban. Lakosainak száma 1440 fő (2023. december 31.).

## Népesség
A település népességének változása:
| Lakosok száma | 1164 | 1436 | 1416 | 1430 | 1440 | 1440 |
|               | 1975 | 2017 | 2019 | 2021 | 2022 | 2023 |